# 125th Fighter Wing

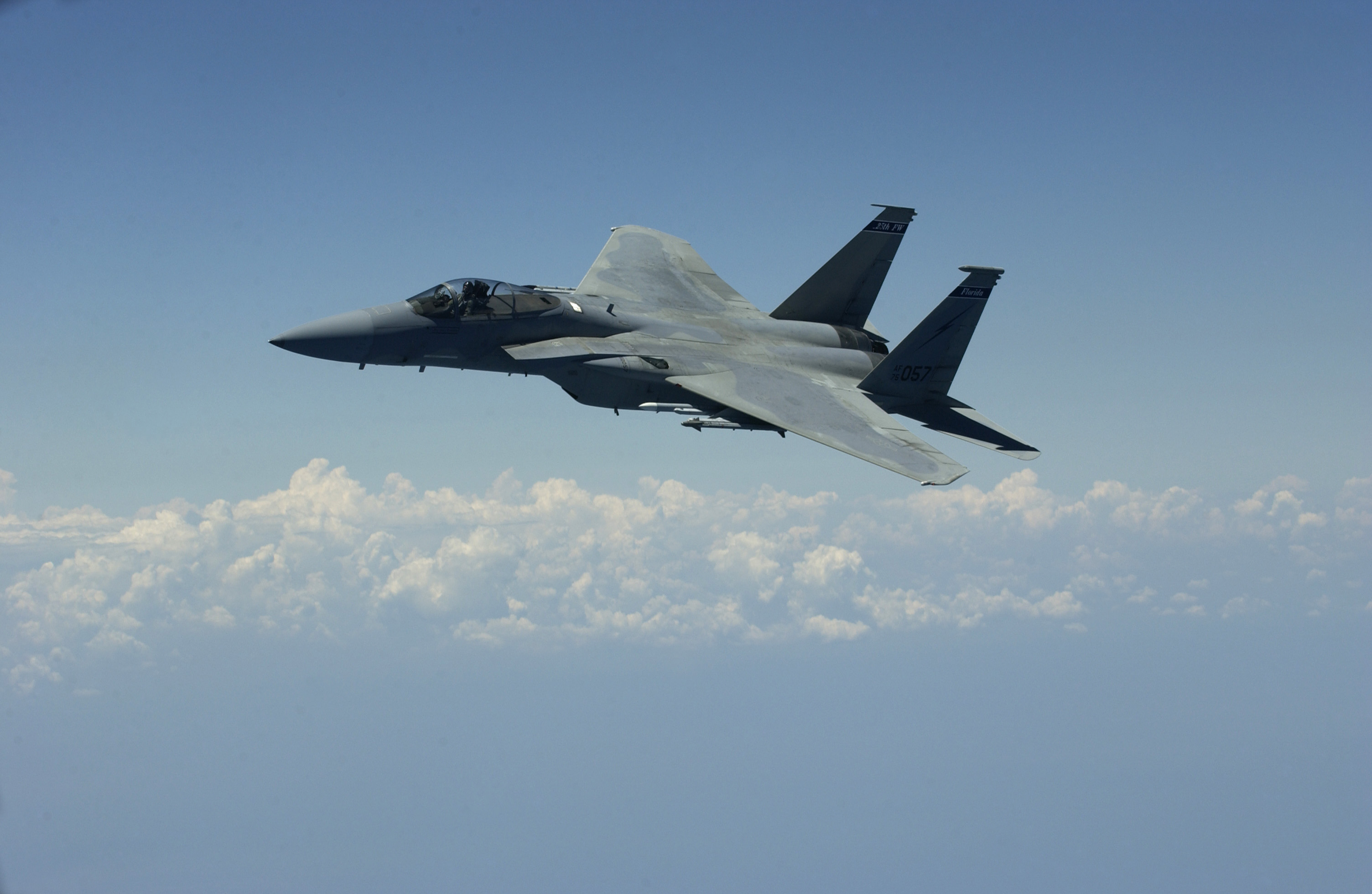
F-15C delle Stormo

Il 125th Fighter Wing è uno stormo da caccia della Florida Air National Guard. Riporta direttamente alla First Air Force quando attivato per il servizio federale. Il suo quartier generale è situato presso l'Aeroporto Internazionale di Jacksonville, in Florida.

## Organizzazione
Attualmente, al settembre 2017, lo stormo controlla:
- 125th Operations Group - Striscia di coda blu con scritta Florida bianca e un fulmine blu al centro di ogni deriva
  -  159th Fighter Squadron - Equipaggiato con F-15C/D
  - 125th Operations Support Flight
- 125th Maintenance Group
  - 125th Aircraft Maintenance Squadron
  - 125th Maintenance Squadron
  - 125th Maintenance Operations Flight
- 125th Mission Support Group
  - 125th Force Support Squadron
  - 125th Logistics Readiness Squadron
  - 125th Civil Engineering Squadron
  - 125th Security Forces Squadron
  - 125th Communications Flight
- 125th Medical Group
- Detachment 1, Homestead Air Reserve Base, Florida
- 101st Air and Space Operations Group, l'unità affianca il 601st Air Operations Center, First Air Force, Air Combat Command
- 159th Weather Flight, Camp Blanding Joint Training Center, Starke, Florida
- 202nd RED HORSE Squadron, Camp Blanding Joint Training Center, Starke, Florida
- 131st Training Flight, Camp Blanding Joint Training Center, Starke, Florida
- 114th Electromagnetic Warfare Squadron, Patrick Space Force Base, Florida
- 290th Joint Communications Support Squadron, MacDill Air Force Base, Florida